# Brion (Indre)
Brion település Franciaországban, Indre megyében. Lakosainak száma 595 fő (2022. január 1.). Brion Bretagne, La Champenoise, Coings, Liniez, Vineuil és Levroux községekkel határos.

## Népesség
A település népességének változása:
| Lakosok száma | 680  | 598  | 496  | 481  | 515  | 539  | 572  | 596  | 604  | 595  |
|               | 1968 | 1982 | 1990 | 2006 | 2013 | 2015 | 2017 | 2019 | 2020 | 2022 |